# Route nationale 620
Pour les articles homonymes, voir Route 620.
La route nationale 620 ou RN 620 était une route nationale française reliant Lavelanet à Courniou. À la suite de la réforme de 1972, elle a été déclassée en RD 620 dans l'Ariège (sauf le tronçon de Lavelanet à Laroque-d'Olmes qui a été déclassé en RD 625), dans l'Aude et dans le Tarn et en RD 920 dans l'Hérault.

## Ancien tracé de Lavelanet à Limoux (D 625 & D 620)
- Lavelanet
- Laroque-d'Olmes
- La Bastide-sur-l'Hers
- Le Peyrat
- Sainte-Colombe-sur-l'Hers
- Chalabre
- Col de Saint-Benoît
- Col du Bac
- Saint-Benoît
- Col de l'Épinac
- La Bezole
- Ajac
- Limoux, où elle rejoignait la RN 118

## Ancien tracé de Villemoustaussou à Courniou (D 620 et D 920)
- Villemoustaussou
- Villalier
- Villegly
- Caunes-Minervois
- Citou
- Lespinassière
- Verreries-de-Moussans
- Courniou